# Inawashiro
Inawashiro (japanska: 猪苗代町?, Inawashiro-machi) är en landskommun (köping) i Fukushima prefektur i Japan.  
Kommunen ligger på norra sidan av Inawashirosjön (Inawashiro-ko), den fjärde största insjön i Japan.
Läkaren Hideyo Noguchi som var en framstående forskare inom bakteriologi och serologi föddes 1876 i Inawashiro.